# Atellana
L'atellana fu un genere di commedia dai toni farseschi, originariamente in lingua osca, in uso già dal IV secolo a.C. Si trattava di carmi mimati.

## Storia
Questo primitivo tipo di spettacolo teatrale, giocoso e licenzioso, sorse presso gli Osci di Atella (da cui prese il nome), una città della Campania tra le attuali Orta di Atella, Caivano, Sant'Arpino, Frattaminore, Succivo, Gricignano di Aversa e Cesa.
 Fu importata a Roma nel 391 a.C. come ci racconta lo storico Tito Livio.
Durante l'epoca di Cesare questo genere decadde a favore del mimo, ma ebbe una ripresa durante il I secolo d.C..

## Struttura e contenuti
Con l'atellana si cominciano a determinare schemi e canovacci costanti, anche se la rappresentazione si affidava per lo più all'improvvisazione: raffronti sono stati fatti (anche per l'uso di maschere) con la commedia dell'arte italiana.
Le improvvisazioni originarie erano di breve durata, dal carattere popolare e farsesco. Le compagnie erano itineranti e spesso il carro su cui viaggiavano diventava il palco improvvisato su cui esibirsi (in Italia, a eccezione delle colonie della Magna Grecia, non esistevano teatri). Il primo teatro in muratura a Roma fu costruito solo nel 55 a.C. da Gneo Pompeo.

## Personaggi
Quattro erano i personaggi fissi dell'atellana: Maccus (mangione sciocco), Pappus (vecchio stupido), Bucco (il fanfarone e parlatore petulante) e Dossennus (gobbo astuto). A queste maschere antropomorfe se ne aggiungeva un'altra: Kikirrus, una maschera teriomorfa (ovvero con l'aspetto di un animale) il cui stesso nome, infatti, richiama il verso del gallo.

Quest'ultima maschera ricorda da vicino Pulcinella, maschera della Commedia dell'arte, sopravvissuta nella tradizione comica della commedia, non solo napoletana, fino alla rivoluzione goldoniana. Va aggiunto che la Commedia dell'arte, e quindi la tradizione atellana, è sopravvissuta anche grazie ad interpreti come i De Filippo, Scarpetta, etc.

## Autori
I maggiori autori latini di atellana furono:
- Gneo Nevio;
- Lucio Pomponio;
- Quinto Novio;
- Aprissio.
- Mummio

Si ritiene che anche Plauto, il maggiore esponente della commedia latina, abbia composto alcune fabule del genere.